# Prison Architect
Prison Architect (укр. Архітектор В'язниці) — комп'ютерна гра у жанрі симулятора будівництва і менеджменту приватної в'язниці, розроблена британською компанією Introversion Software для платформ Windows, Mac OS X і Linux, та консолей.
Передзамовлення гри можна було оформити з 25 вересня 2012 року в якості платної альфа-версії. Гра була доступна в програмі раннього доступу Steam з 20 березня 2013 року і офіційно випущена 6 жовтня 2015 року.
Станом на 2014 рік було продано 2 млн примірників за передзамовлення альфа-версії за які Prison Architect виручила 10,7 млн доларів.
8 січня 2019 року права на Prison Architect придбала Paradox Interactive за нерозголошену суму.

## Геймплей
Гра є економічним і будівельним симулятором, де гравець одночасно є архітектором та управлінцем і займається мікроменеджментом пісочниці: плануванням і побудовою будівель та інфраструктури, наймом персоналу, обслуговуванням в'язниці; обирає місця, куди поставити світло, дренаж та способи їх з'єднань. Гравець також може додавати до в'язниці майстерні, програми реформ, які знижують рівень неспокою та рецидивів у в'язнів.
Для ускладнення, гравець також може дозволити застосувати додаткові умови: імітація температури, бандитська діяльність, потреби працівників, стихійні лиха, щоб збільшити складність гри та змоделювати в'язницю в умовах, наближених до реальності.
У Prison Architect присутня кампанія в якій поєднано навчання і сюжет. Також у грі можна грати за ув'язненого і втікати з тюрем, побудованих іншими гравцями.

## Оцінки
| Агрегатор  | Оцінка                                         |
| ---------- | ---------------------------------------------- |
| Metacritic | PC: 83/100 PS4: 80/100 XONE: 75/100 NS: 83/100 |

| Видання     | Оцінка |
| ----------- | ------ |
| GameSpot    | 7/10   |
| IGN         | 8.3/10 |
| TouchArcade | [ 18 ] |

Так, гра має 83 балів з 100 можливих на сайті Metacritic, спираючись на 36 рецензій.